# Ferch
Ferch è una frazione del comune tedesco di Schwielowsee, nel Brandeburgo.

Conta (2007) 1 722 abitanti. Ferch è situata a pochi chilometri a sud-ovest di Potsdam.

## Storia
Ferch fu nominata per la prima volta nel 1317.
Il 31 dicembre 2002 il comune di Ferch fu fuso con i comuni di Caputh e Geltow, formando il nuovo comune di Schwielowsee.